# Lothar Udo II
Lothar Udo II (circa 1020/1030 - 4 mei 1082) was van 1057 tot aan zijn dood graaf van Stade en markgraaf van de Noordmark. Hij behoorde tot het huis der Udonen.

## Levensloop
Lothar Udo II was een zoon van Lothar Udo I, graaf van Stade en markgraaf van de Noordmark, uit diens eerste huwelijk met Adelheid, vermoedelijk een dochter van graaf Kuno van Oeningen. In 1057 volgde hij zijn vader op in Stade en de Noordmark.
Hij gold als een tegenstander van de met hem verwante Billungen en aartsbisschop Adalbert van Bremen. Deze laatste had een sterke invloed op de nog minderjarige Rooms-Duitse koning Hendrik IV verkregen en wilde zijn aartsbisdom uitbreiden ten koste van kleinere graafschappen. In 1063 slaagde Adalbert erin om een deel van het graafschap Stade, het gebied tussen de beneden-Elbe en de beneden-Wezer, te verwerven, waardoor Lothar Udo II in het belangrijkste bestandsdeel van zijn bezittingen een vazal van de aartsbisschop werd. In dezelfde periode kwam het eveneens tot verschillende militaire conflicten tussen de Udonen en de Billungen.
Nadat koning Hendrik IV in 1065 volwassen was geworden en aartsbisschop Adalbert van Bremen in 1066 ten val was gebracht, won Lothar Udo II al zijn verloren rechten en gebieden terug. Ook misbruikte hij de zwakte van de aartsbisschop om zijn gebieden uit te breiden, waardoor hij bijvoorbeeld in 1068 het markgraafschap Zeitz verwierf. Hetzelfde jaar voerde hij samen met koning Hendrik IV een militaire veldtocht tegen de West-Slavische Liutizen aan de Elbe, die in 1069 zonder succes werd beëindigd.
De volgende jaren begon hij zich af te keren van Hendrik IV. In 1071 was Lothar Udo II betrokken bij een samenzwering van vorsten in Bardowick; in 1075 nam hij ook deel aan de Saksische opstand tegen de koning, waarbij hij onder leiding van de Beierse hertog Otto van Northeim meevocht in de Slag bij Homburg. Bij deze veldslag werden de opstandelingen verslagen door het koninklijke leger.
Terwijl de meeste Saksische edelen pas na lange onderhandelingen bereid waren om zich over te geven, sloot Lothar Udo II na de nederlaag al snel weer vrede met Hendrik IV, die in ruil voor de uitlevering van zijn zoon als gijzelaar aanvaardde om Lothar Udo niet gevangen te nemen. Niet veel later trad hij samen met aartsbisschop Liemar van Bremen zelfs op als bemiddelaar tussen de koning en opstandige vorsten. Lothar Udo stierf in 1082 en werd in zijn domeinen opgevolgd door zijn zoon Hendrik I de Lange.

## Huwelijk en nakomelingen
Lothar Udo II was gehuwd met Oda (circa 1050-1110), dochter van graaf Herman III van Werl. Ze kregen volgende kinderen:
- Hendrik I (1065-1087), markgraaf van de Noordmark
- Lothar Udo III (1070-1106), markgraaf van de Noordmark
- Rodolf (overleden in 1124), markgraaf van de Noordmark
- Siegfried (overleden in 1111), proost in Maagdenburg
- Adelheid (circa 1065-1110), huwde eerst met graaf Frederik III van Goseck en daarna met Lodewijk de Springer, landgraaf van Thüringen